# اکبرآباد (اسماعیلی)
اکبرآباد روستایی در دهستان حسین‌آباد بخش اسماعیلی شهرستان جیرفت استان کرمان ایران است.

## جمعیت
بر پایه سرشماری عمومی نفوس و مسکن در سال ۱۳۹۵ جمعیت این مکان ۵۸۲ نفر (۱۸۰خانوار) بوده‌است.